# Sofia Stenström
Sofia Stenström, född 15 maj 1978 i Sankt Johannes församling i Stockholm, är en svensk författare, poet och översättare, som även skrivit litteraturkritik. 
Efter Adolf Fredriks musikklasser och gymnasiet har Sofia Stenström studerat litteraturvetenskap, filmvetenskap och filosofi. Hon debuterade med diktsamlingen Venus Vanish (2005) följt av diktsamlingen Klockan Ciao (2007), båda på förlaget Wahlström & Widstrand. Bland hennes översättningar märks Elfriede Jelineks Under morgonens bila (2010) och Yoko Tawadas Det nakna ögat (2013).
Hon är dotter till skådespelaren Per Myrberg och språkläraren Madeleine Stenström, halvsyster till Fredrik Myrberg, sondotter till Nils Myrberg och Eva-Lisa Lennartsson samt dotterdotter till Urban Stenström.

### Översättningar i urval
- 2010 – Elfriede Jelinek. Under morgonens bila: dikter. Modernista. ISBN 978-91-86021-29-0
- 2013 – Yoko Tawada. Det nakna ögat. Sadura. ISBN 978-91-87641-00-8